# Idaea partita
Idaea partita är en fjärilsart som beskrevs av Lucas 1900. Idaea partita ingår i släktet Idaea och familjen mätare. Inga underarter finns listade i Catalogue of Life.